# Женщины на Кипре

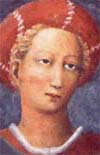
Алиса Шампанская, королева-консорт Кипра

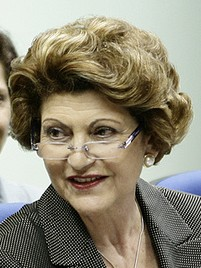
Андроула Василиу, бывший европейский комиссар по здравоохранению.

На кипрских женщин сильно повлияли изменения, произошедшие после Второй мировой войны, поскольку они получили больший доступ к образованию и стали более активно участвовать в национальной рабочей силе. Кипрские женщины добились больших успехов в своём обществе, как в сфере образования и трудоустройства, так и в области роста политического участия.

## Население
По данным World Population Review, в 2014 году население Кипра составляло 1 153 058 человек. Женщины составляют 48,944 % от общей численности населения Кипра.

## История
Даже в начале 1990-х годов кипрские женщины всё ещё были обременены требованиями защищать честь семьи. По традиции обязанностью женщины было защитить себя от всяких обвинений в сексуальной нескромности.
Исследование, проведенное в фермерском сообществе в середине 1970-х годов, показало, что женщины по-прежнему должны избегать любых социальных контактов с мужчинами, которые могут быть истолкованы как имеющие сексуальный контекст. Считалось, что выраженное стремление к мужской компании плохо отражается на чести женщины, а девственность рассматривалась многими жителями деревень, как мужчинами, так и женщинами, как предварительное условие для возможности заключения брака. Честь семьи, то есть чувство собственного достоинства её членов мужского пола, зависела от сексуальной скромности и добродетели её женщин. Эти традиционные взгляды несколько ослабли в последние десятилетия, особенно в городских районах, но всё ещё преобладали в начале 1990-х годов. Ещё одним свидетельством консервативного характера кипрско-греческого общества в начале 1990-х годов было то, что феминистское движение на Кипре часто становилось объектом насмешек со стороны обоих полов. Тем не менее, растущая экономическая независимость женщин стала силой освобождения всех слоев населения.
Роли женщин на Кипре с годами изменились. В прошлом главными ожиданиями кипрских женщин было выйти замуж и родить детей. Их образование было практически нулевым, и большинство женщин не работало вне дома. Если спросить женщину на Кипре, отличается ли её социальная роль от роли мужчины, многие из них не согласятся. Сегодня многие кипрские женщины работают вне дома и получают высшее образование. Несмотря на это, женщины по-прежнему продолжают выполнять домашнюю работу, которую требует от них их семейная жизнь. Идея о том, что женщинам следует смотреть и слушать, а не высказываться, продолжает быть распространена. Вследствие гендерной социализации женщины на Кипре обычно держат свои цели и успехи при себе.

## Образование
В 1859 году была основана Лимассольская школа для девочек, первая школа для девочек, а её директор Поликсения Лоизиас стала пропагандировать женское образование в публичных дебатах, а также основала курсы для взрослых учительниц и возможность для женщин получить университетское образование за рубежом до того, как это стало возможным на Кипре. Государственная система светского образования была введена в 1895 году, женщинам было гарантировано право учиться и работать в государственной системе образования Законом об образовании 1923 года, а высшее среднее образование стало государственным, когда школа для девочек Фанеромени в Никосии вошла в состав Всекипрской гимназии в 1935 году.
В начале XX века соотношение девочек и мальчиков, обучающихся в начальной школе, составляло один к трём. К 1943 году около 80 % кипрских девочек посещали начальную школу. Когда в 1960 году начальное образование стало обязательным, в школах обучались представители обоих полов в равных количествах. К 1980-м годам девочки составляли 45 % тех, кто получал среднее образование. Лишь после середины 1960-х годов для женщин стало обычным делом покидать Кипр, чтобы получить высшее образование. В 1980-е годы женщины составляли около 32 % обучающихся за границей.

## Женская занятость
Участие кипрских женщин в рабочей силе неуклонно растёт. В 1976 году доля женщин в рабочей силе составляла 30 %, а в 1985 году она выросла до 37 %. На 2012 год доля женщин в рабочей силе составляет 44 %. 62,1 % женщин в возрасте от 15 до 64 лет входят в рабочую силу (работают или ищут работу).
В период 1960-85 годов доля женщин в рабочей силе выросла лишь незначительно: с 40,8 % до 42,2 %. Однако места работы женщин сильно изменились. Доля женщин в городской рабочей силе выросла с 22 % до 41 %, а их доля в сельской рабочей силе упала с 51 % до 44,4 %. Спад в сельской местности был вызван общим переходом от сельскохозяйственных работ, где вклад женщин всегда был жизненно важным, к занятости в городских профессиях.
В начале 1990-х годов на Кипре всё ещё сохранялась профессиональная сегрегация полов. Несмотря на то, что с конца 1970-х годов участие женщин в канцелярских должностях увеличилось более чем вдвое, в 1985 году только одна женщина из пятнадцати занимала административную или управленческую должность. Доля женщин на профессиональных должностях увеличилась до 39 % к середине 1980-х годов по сравнению с 36 % десятью годами ранее, но эти рабочие места были сосредоточены в медицине и преподавании, где женщины традиционно могли найти работу. В областях, где доминировали мужчины, доля женщин на профессиональных должностях составила лишь 11 % по сравнению с 8 % в 1976 году. В областях, где доминировали женщины, мужчины занимали чуть менее половины профессиональных должностей.
Мало того, что женщины занимают лишь 14,4 % высоких постов, они также получают в среднем на 24 % меньшую оплату в час по сравнению с их коллегами-мужчинами.

### Благосостояние
Кипрские женщины пользуются теми же правами на социальное обеспечение, что и мужчины, в таких вопросах, как выплаты социального обеспечения, пособия по безработице, отпуск и другие общие социальные условия. Кроме того, после 1985 года женщины пользуются специальным законодательством, которое предоставляет пособия на брак, беременность и роды, составляя 75 % страхового заработка. Тем не менее, большое количество женщин, включая самозанятых и неоплачиваемых семейных работниц на фермах, не охвачены схемой социального страхования. Эти женщины составляли 28 % экономически активного женского населения.
В 1985 году Республика Кипр ратифицировала Конвенцию Организации Объединённых Наций о ликвидации всех форм дискриминации в отношении женщин. Несмотря на ратификацию этого соглашения, по состоянию на конец 1990 года в Республике Кипр не существовало законодательства, гарантирующего право на равную оплату за труд равной ценности, а также право женщин на равные возможности трудоустройства.

## Политика
Британские колониальные власти предоставили женщинам право голосовать в комитетах по образованию по налоговым вопросам согласно Закону о внесении поправок в образование 1906 года. Этому не предшествовала какая-либо деятельность со стороны населения и реформа была отменена после крупных протестов мужского населения.
В мае 1931 года политик Кириакос Россидес предложил ввести избирательное право для женщин в Законодательном совете, аргументируя это тем, что женщины платят налоги, и большинство (западных) стран уже провели такую реформу, но политики-мужчины проголосовали против, аргументируя это тем, что даже не все мужчины к тому моменту имели избирательное право; в следующем году британцы распустили Законодательный совет Кипра, и вопрос был отложен.
Избирательное право для женщин на Кипре было введено в конституции, написанной после обретения независимости в 1961 году, в связи с тем, что женское избирательное право в то время стало заданным стандартом в международных демократических стандартах, какой-либо предшествующей активности в этом вопросе так и не было.

### Женское движение
В конце XIX века Поликсени Лоизиас (1855—1942) участвовала в общественных дебатах в пользу права женщин на образование и профессиональную жизнь, но до середины XX века организованного женского движения не было. Персофона Пападопулу (1887—1948) стала публиковать первое феминистское периодическое издание Estiades (1913—1915), но оно объединило лишь небольшое меньшинство образованных женщин и не положило начало какой-либо организованной активности на Кипре, где многие женщины в то время всё ещё были неграмотными.
Женщины Кипра впервые начали организовываться в 1930-х годах, и их группы были основаны в рамках уже существовавших политических объединений, таких как женские группы политических партий: Всекипрская организация демократических женщин, которая была основана в рамках Прогрессивной партии трудового народа Кипра в 1950 году, была названа первой феминистской женской организацией страны.

## Насилие в отношении женщин на Кипре
Исследования показывают, что в насилии в отношении женщин на Кипре, особенно в домашнем насилии, большую роль играют социально-экономические причины. Говорят, домашнему насилию более подвержены женщины с низким уровнем образования (или без образования), проживающие в городских районах, пожилые и имеющие финансовые трудности. Поскольку на Кипре не проводилось общенациональное исследование, посвященное домашнему насилию в отношении женщин, статистические данные и результаты можно получить только через полицию или через Ассоциацию по предотвращению и борьбе с насилием в семье. Количество обращений в полицию с каждым годом резко увеличивается. В 2002 году было зарегистрировано 538 случаев, в 2008 году это число почти удвоилось и было зарегистрировано 969 случаев. В период с 2002 по 2008 год 71,18 % жертв составляли женщины. За период с 2004 по 2009 год количество случаев утроилось, и 80 % жертв составляют женщины, 8,6 % жертв — мужчины. Из этих случаев 79 % были связаны с физическим насилием, 18,5 % — с психологическим насилием и 2,4 % — с сексуальным насилием. Годовой отчёт Ассоциации по предотвращению и борьбе с насилием в семье показывает, что из 1051 инцидента 815 пострадавших — женщины в возрасте от 41 до 50 лет. Более того, 96,1 % этих инцидентов связаны с психологическим насилием, а 78 % проживают совместно с нападавшим.
Кипр объявил изнасилование в браке незаконным в 1994 году.